# ريتشارد روز
ريتشارد روز (بالإنجليزية: Richard Rose)‏ (8 سبتمبر 1982 في المملكة المتحدة - ) هو لاعب كرة قدم بريطاني في مركز الدفاع. لعب مع نادي بريستول روفيرز ونادي غيلينغهام ولونغفورد تاون ‏ وميدستون يونايتد ونادي دارتفورد ونادي هيرفورد وداغنهام وريدبريدج وهاستينغز يونايتد ونادي وايتهوك.

## وصلات خارجية
- ريتشارد روز على موقع قاعدة بيانات كرة القدم.إي يو (الإنجليزية)
- ريتشارد روز على موقع Soccerbase.com (لاعب) (الإنجليزية)